# 四天王寺大学短期大学部
四天王寺大学短期大学部（してんのうじだいがくたんきだいがくぶ、英語: Shitennouji University Junior College）は、大阪府羽曳野市学園前3-2-1に本部を置く日本の私立大学。1956年創立、1957年大学設置。

## 概観

### 大学全体
- 大阪府羽曳野市に所在する[注 2]日本の私立短期大学で、設置主体は学校法人四天王寺学園[1]。
- 1957年に四天王寺学園女子短期大学として大阪市天王寺区において保健科のみの1学科体制で開学[3]。かつて4学科と短大にしてはかなりの規模を擁していた時期があったが、2008年度より2学科に規模縮小された。

### 建学の精神（校訓・理念・学是）
- ホームページほか右記資料も参照のこと[注釈 1]。

### 教育および研究
- 四天王寺大学短期大学部は保育者を養成する保育科と、 ファッション、インテリア、ビジネス・ICTなど、多岐にわたる分野を選べるライフデザイン学科の2学科が設置されている。

### 学風および特色
- 四天王寺大学短期大学部は聖徳太子の仏教思想をベースとした教育が行われている。
- 元は独立型の短大だったが、四天王寺女子大学（現：四天王寺大学）開学後は、併設型の短大として存続している。
- 永年、女子を対象としていたが、2003年度より男女共学となっている。

## 沿革
- 1951年
  - 2月26日 学校法人が成立する[4]
- 1956年
  - 3月10日 四天王寺学園養護教員養成所が創設される[5]
- 1957年
  - 3月15日 左記を以て文部省[注 3]より短期大学の設置が認可される[6]。
  - 4月1日 四天王寺学園女子短期大学（してんのうじがくえんじょしたんきだいがく、）が以下の学科体制にて開学[注 4]
    - 保健科 入学定員40名
- 1958年
  - 4月1日 以下の学科を増設する[注 5]。
    - 被服科 入学定員40名

  - 5月1日 学生数[10]/定員
    - 保健科 17[注釈 2]/80
    - 被服科 55[注釈 2]/40
- 1959年
  - 5月1日 学生数[11]/定員
    - 保健科 84[注釈 2]/80
    - 被服科 99[注釈 2]/80
- 1962年
  - 4月1日 以下の学科を増設する[注 6]。
    - 食物科 入学定員40名

  - 5月1日 学生数[13]/定員
    - 保健科 96[注釈 2]/80
    - 被服科 110[注釈 2]/80
    - 食物科 50[注釈 2]/40
- 1963年
  - 5月1日 学生数[14]/定員
    - 保健科 94[注釈 2]/80
    - 被服科 117[注釈 2]/80
    - 食物科 97[注釈 2]/80
- 1966年
  - 4月1日 以下、入学定員増あり[注 7]。
    - 保健科 40→100
    - 被服科 40→100
    - 食物科 40→100

  - 5月1日 学生数[18]/定員
    - 保健科 204[注釈 2]/140
    - 被服科 200[注釈 2]/140
    - 食物科 177[注釈 2]/140

  - 9月30日 四天王寺学園女子短期大学→四天王寺女子短期大学（してんのうじじょしだいがくたんきだいがく、英語:Shitennoji Women's Junior College[注釈 3]）に改称[注釈 4]。
- 1967年
  - 4月1日 この年度における出来事は以下の通りとなっている[注釈 4]。		
    - キャンパスを大阪市天王寺区より羽曳野市へ移転する[注 8]
    - 以下の学科を増設する[注 9]。
      - 保育科 入学定員100名[注 10]

  - 5月1日 学生数[25]/定員
    - 保健科 272[注釈 2]/200
    - 被服科 295[注釈 2]/200
    - 食物科 250[注釈 2]/200
    - 保育科 118[注釈 2]/100
- 1968年
  - 5月1日 学生数[26]/定員
    - 保健科 263[注釈 2]/200
    - 被服科 307[注釈 2]/200
    - 食物科 271[注釈 2]/200
    - 保育科 228[注釈 2]/200
- 1969年
  - 4月1日 食物科を食物栄養科に改称[27]。
- 1981年
  - 4月1日 四天王寺国際仏教大学短期大学部と改称[28]
  - 5月1日 学生数[29]/定員
    - 保健科 236[注釈 2]/200
    - 被服科 151[注釈 2]/200
    - 食物栄養科 272[注釈 2]/200
    - 保育科 327[注釈 2]/200
- 1982年
  - 4月1日 以下の学科については、この年度で学生募集を最終とする[注 11]。
    - 食物栄養科[注 12]

  - 5月1日 学生数[34]/定員
    - 保健科 236[注釈 2]/200
    - 被服科 167[注釈 2]/200
    - 食物栄養科 295[注釈 2]/200
    - 保育科 328[注釈 2]/200
- 1983年
  - 4月1日 以下の学科を増設する[注 13]。
    - 生活科学科[注 14]入学定員100名[注釈 5]
    - 英語科 入学定員100名[注釈 5]

  - 5月1日 学生数[39]/定員
    - 保健科 285[注釈 2]/200
    - 生活科学科 194[注釈 2]/100
      - 被服科 76[注釈 2]/100

    - 食物栄養科 135[注釈 2]/100
    - 保育科 352[注釈 2]/200
    - 英語科 114[注釈 2]/100
- 1984年
  - 5月1日 学生数[40]/定員
    - 保健科 307[注釈 2]/200
    - 生活科学科 334[注釈 2]/200
    - 食物栄養科 -[注釈 2]/200
    - 保育科 311[注釈 2]/200
    - 英語科 243[注釈 2]/200
- 1985年
  - 5月1日 学生数[41]/定員
    - 保健科 270[注釈 2]/200
    - 生活科学科 279[注釈 2]/200
      - 被服科 -/-[注 15]

    - 食物栄養科 -/-
    - 保育科 270[注釈 2]/200
    - 英語科 269[注釈 2]/200
- 1986年
  - 4月1日 以下の通り入学定員増あり[注 16]。
    - 生活科学科 100→200
    - 英語科 100→200

  - 5月1日 学生数[45]/定員
    - 保健科 295[注釈 2]/200
    - 生活科学科 363[注釈 2]/300
    - 保育科 290[注釈 2]/200
    - 英語科 372[注釈 2]/300
- 1987年
  - 5月1日 学生数[46]/定員
    - 保健科 291[注釈 2]/200
    - 生活科学科 490[注釈 2]/400
    - 保育科 276[注釈 2]/200
    - 英語科 454[注釈 2]/400
- 1992年
  - 5月1日 学生数[注 17]/定員
    - 保健科 255[注釈 2]/200
    - 生活科学科 530[注釈 2]/400
    - 保育科 267[注釈 2]/200
    - 英語科 484[注釈 2]/400
- 1999年
  - 5月1日 学生数[49]/定員
    - 保健科 251[注釈 2]/200
    - 生活科学科 499[注釈 2]/400
    - 保育科 254[注釈 2]/200
    - 英語科 430[注釈 2]/400
- 2000年
  - 4月1日 以下の学科について、入学定員減あり[注 18]。
    - 生活科学科 200→190
    - 英語科 200→190
- 2001年
  - 4月1日 以下の学科について、入学定員減あり[注 19]。
    - 生活科学科 190→150　なおかつ、以下の専攻課程に分離される。
      - 生活科学専攻 入学定員110名
      - 生活福祉専攻 入学定員40名

    - 英語科 190→180
- 2002年
  - 4月1日 英語科の入学定員を180→170に減員[注 20]。
- 2003年
  - 4月1日
    - 全学科・専攻とも男子学生の募集を開始する[60]。
    - 英語科の入学定員を170→160に減員[注 21]。
- 2004年
  - 1月 平成16年度大学入試センター試験参加短期大学の1校となる[注 22]。
  - 4月1日 英語科の入学定員を160→150に減員[注 23]。
- 2007年
  - 4月1日 以下の学科については、この年度で学生募集を最終とする[注 24]。
    - 保健科[注釈 6]
    - 英語科[注釈 6]
- 2008年
  - 4月1日 四天王寺大学短期大学部に改称し、以下についての減員も行う[注 25]。
    - 生活科学科生活科学専攻 110→100
- 2010年
  - 4月1日 学科及び専攻の改称あり[注 26]。
    - 生活科学科→生活ナビゲーション学科
      - 生活科学専攻→ライフデザイン専攻
- 2012年
  - 4月1日 生活ナビゲーション学科の生活福祉専攻をライフケア専攻に改称[注 27]。
- 2014年
  - 1月 平成26年度大学入試センター試験参加短期大学の1校となる[73]。
- 2015年
  - 1月 平成27年度大学入試センター試験参加短期大学の1校となる[74]。
- 2016年
  - 1月 平成28年度大学入試センター試験参加短期大学の1校となる[75]。
- 2017年
  - 4月1日 以下、入学定員の変更あり[注 28]。
    - 保育科 100→120
    - 生活ナビゲーション学科ライフケア専攻 40→20
- 2020年
  - 4月1日 以下については、この年度で学生募集を最終とする[注 29]。
    - 生活ナビゲーション学科ライフケア専攻[注 30]
- 2022年
  - 4月1日 生活ナビゲーション学科をライフデザイン学科に改称[79]。

## 基礎データ

### 所在地
- 大阪府羽曳野市学園前3-2-1

### 交通アクセス
- 近鉄南大阪線藤井寺駅または古市駅よりそれぞれ近鉄バスを利用するのが最も便利である。「四天王寺大学」行で終点下車。

### 象徴
- 四天王寺大学短期大学部のカレッジマークは大学と同じものを使用している[注釈 1]

## 教育および研究

### 組織

#### 学科
- 保育科 入学定員120名[1]
- ライフデザイン学科 入学定員100名[1]

##### 学科の変遷
- 保健科 入学定員100名[注釈 7]
- 食物栄養科 入学定員100名[注 31]
- 被服科→生活科学科→生活ナビゲーション学科
  - 生活科学専攻→ライフデザイン学科
  - ライフケア専攻 入学定員20名[注 32]。
- 英語科 入学定員150名[注釈 7]

##### 取得資格の変遷
資格
- 保育士
  - 保育科にて取得できる。
- 介護福祉士
  - かつての生活ナビゲーション学科ライフケア専攻にて[注 33]
- 栄養士
  - かつての食物栄養科にて[注釈 8]

教職課程
- 幼稚園教諭二種免許状：保育科
- 中学校教諭二種免許状[注 34]
  - 保健、養護教諭二種免許状[注釈 9]
    - 保健科

  - 家庭
    - 被服科→生活科学科→生活科学専攻[注釈 9]
    - 食物栄養科[注釈 8]

  - 英語
    - 英語科[注釈 9]

### 研究
- 『四天王寺学園女子短期大学研究紀要』[95]
- 『四天王寺女子短期大学研究紀要』[注釈 3]
- 『IBU四天王寺国際仏教大学短期大学部研究紀要』[97]
- 『IBU四天王寺国際仏教大学紀要. 短期大学部』[98]
- 『ウガンダ・アルバート湖岸の漁村における人と湖の関係 : 多民族混住地域の生活知の構成』[99]

## 学生生活

### 部活動・クラブ活動・サークル活動
- 四天王寺大学短期大学部のクラブ活動は現在、四大生と合同となっている。

### 大学祭
- 四天王寺大学短期大学部の 大学祭は、大学と合同で年2回あり、6月下旬に「水無月祭」、11月上旬に3日間にわたって「大学祭(IBU祭)」が行われている。

## 施設

### キャンパス
- 現在、短期大学部独自のキャンパスはなく、大学と共同で使用している。

### 寮
- 四天王寺大学短期大学部には、大学と同様に「尚和寮」をはじめとした6つの学生寮がある。

## 対外関係

### 他大学との協定

#### アメリカ
- ソルトレーク・コミュニティカレッジ

#### オーストラリア
- サンシャイン・コースト大学

#### カナダ
- マウント・アリソン大学

#### ニュージーランド
- オークランド大学

#### チュニジア
- チュニス・アルマナール大学

#### ドイツ
- フルダ神学大学

#### 中国
- 浙江工商大学

#### 台湾
- 華梵大学

### 関連校
- 同学校法人は以下の学校を運営している。
  - 四天王寺大学（羽曳野市）
  - 四天王寺中学校・高等学校（大阪市天王寺区）
  - 四天王寺東中学校・高等学校（藤井寺市、藤井寺球場跡地。旧：四天王寺学園中学校・高等学校、中学は2014年、高校は2017年開校）
  - 四天王寺小学校（旧：四天王寺学園小学校。藤井寺市、藤井寺球場跡地）

廃止校
- 四天王寺羽曳丘中学校・高等学校（羽曳野市）

## 卒業後の進路について

### 編入学・進学実績
- 系列の四天王寺大学以外では、徳島文理大学などがあげられる。